# O Pantheon
O Pantheon: revista quinzenal de ciencias e letras resultou de uma inspiração de dois jovens estudantes do Porto, J. Leite de Vasconcellos e Mont'Alverne de Sequeira, que entre 1880 e 1881, propuseram-se, como os próprios anunciam, acompanhar o movimento intelectual moderno. De certa forma é um grito de insurgimento com o intuito de despertar a energia nessa mocidade inativa que amortece na atmosfera doente dos cafés, olhando para os livros como para um pesadelo. Trata-se pois, de uma revista de empenho cultural, que vinga num contexto de novas influências filosóficas modernas que se vão produzindo nos meios académicos, oferecendo-se para acompanhar a filosofia positivista do francês Auguste Comte. Os seus conteúdos vão desde os artigos de carater sociológico e filosófico, poesia, contos e algumas crónicas. Além dos dois cabecilhas que lideram o corpo redator da revista, surgem também outros notáveis, a saber: Fialho de Almeida, Teófilo Braga, Antero de Quental, Francisco Adolfo Coelho, Silva Telles, Guerra Junqueiro, Maximiano Lemos Junior, Teixeira Bastos, Tito de Noronha, Hermenegilda de Lacerda, Martins Sarmento, Reis Dâmaso, Jayme de Séguier, Gastão Mesnier, Agostinho de Souza, Francisco Gomes de Amorim e Gervásio Lobato.